# Трампов мировни план за Израел и Палестину 2020.
Трампов мировни план за Израел и Палестину је предлог мира између Израела и Палестине за решење палестинско-израелског сукоба који је предложио председник Доналд Трамп. Пројекат је покренуо Џаред Кушнер, старији амерички саветник. Различите новинске агенције описале су план као „споразум столећа”, мада нема доказа да су то име користили председник Доналд Трумп или његова администрација. Према плану, Израел ће пристати на формирање независне палестинске државе у замену за добијање већих овлашћења, од оних раније, према Палестинској ослободилачкој организацији и што стоји у резолуцији Савета безбедности, као и припајање делова окупираних територија.
Махмуд Абас, председник Палестине, и многи палестински и други званичници жестоко су се успротивили том плану. Према спекулацијама листа „Israel Hayom” који је близак Бенјамину Нетанјахуу, уколико Држава Палестина не прихвати Трампов план, Сједињене Државе ће вероватно блокирати неки вид помоћи Палестинцима.
Планирано је да се оконча више од 70 година палестинско-израелског сукоба.  Према плану, остали делови Палестине, укључујући половину Западне обале и део Источног Јерусалима који према међународној заједници припадају Држави Палестини, биће уступљени Израелу, а Израел ће заузврат пристати да формира независну палестинску државу на другој половини Западне обале и целом појасу Газе и неколико четврти у Источном Јерусалиму. Према плану, главни град Палестине уместо Јерусалима биће град Абу Дис. Палестинци се, такође, морају одрећи права на повратак у своју домовину које је признато Резолуцијом бр. 194 Савета безбедности.

## Детаљи„Споразума столећа”
Области, села и арапска насеља у којима већински живе Палестинци, биће предати Држави Палестини, а биће обезбеђен и један пролаз за Палестинце да путују до џамије Ел Акса. „Споразум столећа”, такође, нуди предлоге за окончање стања палестинских избеглица и израелско насељавање.
План износи предлог за формирање палестинске државе на приближно половини Западне обале, целог појаса Газе и неких области Јерусалима, укључујући Бејт Ханину, Шу'афат, Рас Хамис и Кафр 'Акаб. Поред тога, стари град и околна насеља, као што су Силван, Шејх Џаррах и Џабал ел Зејтун, остају Израелу.
Према спекулацијама објављеним у израелским медијима, новој Дражави Палестини је забрањено да има војску.

## Реакција палестинске стране
Политички биро Хамаса каже: „Ми се снажно противимо такозваном „Споразуму столећа” и наглашавамо потребу да се протести наставе све док се не постигну њихови циљеви. Легитимно је право наше нације да настави све врсте дозовољене борбе до уништења окупатора и да постигнемо своје зацртане националне циљеве. Оштро осуђујемо било какве званичне или незваничне арапске или домаће напоре који би водили ка нормализацији односа с Израелом”. 
Шејх Акрам Сабри, проповедник џамије Ел Акса, упозорио је током беседе на молитви петком, на амерички план за Палестину назван „Споразумом столећа” и на споразум неких арапских режима и исламских земаља са овим планом: „Они који прате политичке коментаре о „Споразуму столећа” увиђају његову опасност. Међу тим опасностима је и брисање града Кудса (Јерусалим) из било каквих будућих преговора. Право на повратак је законско право и ни на који начин га нећемо изоставити. Јерусалим ће бити главни град Палестине и у вези са тим неће бити никакве алтернативе.”

## Међународне реакције
Иран, Пакистан и неке арапске земље, попут Јордана и Египта, изразиле су противљење плану.  Врховни вођа Ирана Сејид Али Хаменеи се осврнуо на план који је описао као злокобну и злобну политику Сједињених Држава у вези са Палестином, и написао да се тај споразум никада неће остварити. Он је врло експлицитно изразио противљење Исламске Републике Иран „Споразуму столећа” и он тај план сматра издајничким који се неће реализовати. „Питање обележавања Дана Кудса ове године важније је од било које друге године. Наравно, палестинско питање је основно питање и не односи се само на исламске државе; палестинско питање је људско питање; људска савест је присиљена да реагује на оно што се десило палестинском народу, и није само исламско питање. Наравно, оно је важније за муслимане, има више приоритета, а поред људског аспекта, има и верске аспекте, али то је у основи људско питање. Дакле, протестне шетње које се одржавају на Дан Кудса, у знак одбране Палестине кроз присуство људи увек су важне”. „Овогодишње протестне шетње на Дан Кудса важније су због тих издајничких поступака које неки амерички следбеници спроводе у региону како би се ангажовали у „Споразуму столећа” који се сигурно неће никада остварити, а Сједињене Државе и њихови савезници сигурно неће успети у томе. Разлика између њих и оних раније је у томе што они сада изричито говоре да желе да поништимо и уклонимо палестинско питање што, наравно, неће моћи да то ураде и доживеће неуспех”.
Сејиед Хасан Насралах, генерални секретар либанског Хезболаха, описао је повлачење САД-а из Већа сигурности УН-а и враћање санкција Ирану као знакове „Споразума столећа” и у вези истог изразио свој песимизам. Русија је у саопштењу навела да су у сукоб умешани и Израел и Палестина. Москва није део полемике. Вашингтон није тај који ће одлучивати.

## Анкета
Према анкети Центра ЈМЦЦ (Центар за медије и комуникације, Јерусалим), више од 80 процената Палестинаца на Западној обали и у појасу Газе противе се плану, а само око 7 процената се слаже са њим.